# Onkelchens Traum
Onkelchens Traum (russisch: Дядюшкин сон, Djadjuschkin son) ist ein Roman Fjodor Dostojewskis, der 1858 entstand. Es war der erste Prosatext, den Dostojewski während seiner sibirischen Verbannung schrieb; er geht den Aufzeichnungen aus einem Totenhaus von 1860 voran. Onkelchens Traum wurde im Märzheft 1859 des Russischen Wortes (Russkoje Slowo) veröffentlicht.
Dostojewski zeigt sich in diesem Roman von seiner satirisch-ironischen Seite und kritisiert auf humorvolle Weise die russische Gesellschaft, verkörpert durch die Hauptfigur Márja Alexándrowna Moskálewa.

## Handlung
Márja Alexándrowna Moskálewa ist von intrigantem Charakter und eine bedeutende Persönlichkeit der Stadt Mordássoff, in welcher sie zusammen mit ihrer Tochter, Sinaida Afanássjewna, lebt. Als eines Tages der reiche, aber bereits sehr alte Fürst K. für einige Tage in der Wohnung Marja Alexandownas Unterkunft findet, plant die Hausherrin, ihn mit ihrer noch ledigen Tochter zu verheiraten, um so an das Geld des Fürsten zu gelangen. Durch eine Intrige gegen den alten Herren, dessen Gedächtnis bereits stark nachlässt, bringt sie den Fürsten so weit, um die Hand Sinas anzuhalten. Ein Angehöriger K.s jedoch (er nennt ihn stets „Onkelchen“, weiß aber selbst nichts Genaues über den Grad der Verwandtschaft), der selbst um die Hand Sinas anhielt und sich nun von ihr betrogen fühlt, ersinnt seinerseits eine Intrige.
Während Marja Alexandrowna auf ihr Gut eilt, um schnellstmöglich ihren Ehemann herbeizuschaffen, betritt Pawel Alexandrowitsch Mosgljakoff das Zimmer des Fürsten, weckt ihn aus dem Schlaf und redet ihm ein, all das nur geträumt zu haben. Der senile K. glaubt ihm aufs Wort. Vom Gut zurückgekehrt trifft Marja Alexandrowna in ihrer Wohnung einige weitere Damen der hohen Gesellschaft an, welche ihre Feindschaft der Hausherrin gegenüber nur unzureichend verbergen. Als der Fürst K. schließlich von seinem „Traum“ berichtet, und Marja Alexandrowna vergeblich versucht, ihn auf die Echtheit der Ereignisse hinzuweisen, ist der Skandal perfekt. Marja Alexandrowna und Sinaida sind das Gespött der Bewohner Mordassoffs.
Einige Tage später wird Sina zum Sterbebett ihrer Jugendliebe gerufen, der sie kurz vor ihrem Ableben ewige Liebe schwört. Nach der Flucht Marja Alexandrownas und Sinas aus Mordassoffs stirbt auch der Fürst K.
Drei Jahre später trifft Mosgljakoff auf einem Ball der hohen Gesellschaft Marja Alexandrowna und Sina wieder. Die Tochter ist nun mit einem Generalgouverneur verheiratet und lebt – so wie ihre Mutter – im Luxus. Man erzählt sich, sie würden aus einer reichen und edlen Familie stammen.

## Adaptionen
Schauspiel
Abram B. Enns übersetzte 1936/1937 Onkelchens Traum in das Deutsche, welcher in seiner Dramatisierung auch im Theater Lübeck aufgeführt wurde.
Oper
1933 wurde Hans Krásas Oper Verlobung im Traum uraufgeführt.
Hörspiele
In der Bundesrepublik Deutschland entstanden zwei Hörspiele, die auf der Funkbearbeitung von Hellmut von Cube (1907–1979) basieren. Beide Produktionen sind auf Tonträgern vorhanden.
- 1955: Regie: Walter Ohm – Mitwirkende: Hermine Körner (Maria Alexandrowna), Maria Becker (Sinaide, ihre Tochter), Erich Ponto (Der Fürst), Fritz Strassner (Pawel Timowitsch), Edith Heerdegen (Nastassja Iwanowa), Hilli Wildenhain (Anna Nikolaijewna), Ingeborg Hoffmann (Sofia Petrowna) u. a. – Produzent: Bayerischer Rundfunk – Länge: 88'55 Minuten

- 1962: Regie: Walter Knaus – Mitwirkende: Friedel Schuster (Maria Alexandrowna), Waltraud Schmahl (Sinaide, ihre Tochter), Kurt Lieck (Fürst), Herbert Mensching (Pawl Timowitsch),  Edith Heerdegen (Nastassja Iwanowna), Sonja Karzau (Anna Nikolaijewna), Annemarie Schradiek (Sofia Petrowna) – Produktion: Süddeutscher Rundfunk – Länge: 67'15 Minuten

### Ausgabe
- Fjodor Dostojewski: Onkelchens Traum. Drei Romane, München: Piper (2000), ISBN 978-3-492-10405-0